# Basalys semele
Basalys semele är en stekelart som beskrevs av Nixon 1980. Basalys semele ingår i släktet Basalys, och familjen hyllhornsteklar. Arten är reproducerande i Sverige.